# 亞利桑那骨尾魚
亞利桑那骨尾魚（學名：Gila ditaenia）為輻鰭魚綱鯉形目雅羅魚科骨尾魚屬的其中一種，被IUCN列為易危保育類動物，分布於北美洲美國亞利桑納州Sycamore谷及墨西哥索諾拉州Rio de la Concepcion流域，本魚體延長且側扁，尾柄長，尾鰭大且分叉，嘴近端位，眼小，側線鱗73-90枚，背部隆起，體上半部橄欖綠、下部銀白色，背鰭鰭條9枚，臀鰭鰭條10枚，體長可達25公分，棲息在沙石底質的小溪及水塘，以昆蟲及藻類為食，因棲地破壞及外來物種入侵導致族群減少。

## 扩展阅读
維基物種上的相關：亞利桑那骨尾魚